# Butea braamiana
Butea braamiana är en ärtväxtart som beskrevs av Dc. Butea braamiana ingår i släktet Butea och familjen ärtväxter. Inga underarter finns listade i Catalogue of Life.